# Alan Geldard
Robert Alan Geldard (ur. 16 kwietnia 1927 w Rochdale, zm. 26 lutego 2018 w City of Salford) – brytyjski kolarz torowy, brązowy medalista olimpijski.

## Kariera
Największe sukcesy w karierze Alan Geldard osiągnął w 1948 roku, kiedy wspólnie z Thomasem Godwinem, Davidem Rickettsem i Wilfem Watersem zdobył brązowy medal w drużynowym wyścigu na dochodzenie podczas igrzysk olimpijskich w Londynie. Był to jedyny medal wywalczony przez Geldarda na międzynarodowej imprezie tej rangi oraz jego jedyny start olimpijski. Na rozgrywanych dwa lata później igrzyskach Imperium Brytyjskiego w Auckland zajął między innymi szóste miejsce w torowej jeździe na czas i dziewiąte w sprincie. Nigdy nie zdobył medalu na torowych mistrzostwach świata.